# المائدة (سمورة)
المائدة أو (نقحرة: ألميدا دي سياغو) هي بلدية تقع في مقاطعة سمورة ، قشتالة وليون بإسبانيا. وفقًا لتعداد عام 2004 ( INE ) ، يبلغ عدد سكان البلدية 619 نسمة.